# Castillo-Albaráñez
Castillo-Albaráñez – gmina w Hiszpanii, w prowincji Cuenca, w Kastylii-La Mancha, o powierzchni 12,43 km². W 2011 roku gmina liczyła 24 mieszkańców.